# Манојло Ласкарис
Манојло Ласкарис, рођен око 1140. године, био је Византијац, родоначелник династије Ласкарис.
Оженио се Јованом Фокаином Карацаином (Фока Кераца, рођ. 1148) и имали су неколико децу:
- Манојло, умро после 1256. године;
- пречасни Михаило умро око 1261/71. године;
- Ђорђа умро 1236. године;
- Константин (XI) византијски цар (1204-1205). Из Цариграда, где је крунисан у храму Свете Софије, отишао је у Никеју.
- Цар Теодор I оснивач и први цар Никејског царства (1205-1222);
- Алексије;
- Исак;
- (?) ћерка, удата за војводу од Наксоса Марка Сануда.